# حجرة الأسرار
حجرة الأسرار هي مكان سري مخفي في قلعة هوجوورتس السحرية الخيالية من سلسلة هاري بوتر للمؤلفة البريطانية ج. ك. رولنغ، وهي محور حبكة الكتاب الثاني من السلسلة هاري بوتر وحجرة الأسرار.
بقيت هذه الحجرة أسطورة لا يُصدقها الكثيرون حتى فُتحت في الأربعينيات من القرن العشرين، ثم في تسعينيات نفس القرن.

## أسطورة المنشأ
حجرة الأسرار واحدة من أساطير هوجوورتس المرتبطة بواحدة من النقاط الإشكالية في تاريخ المدرسة العتيقة وهي الخلاف الناشئ بين المؤسسين الأربعة والذي أدى إلى ترك سالازار سليذرين للمدرسة بعد أن تنبأ بوريثه الذي سيفتح حجرة الأسرار بعد ألف عام، ويطلق الرعب المحبوس فيها ليأتي على كل أبناء العامة الذين يرى ألا حق لهم في تعلم السحر.
عندما بدأ مؤسسو هوجوورتس في بناء هوجووتس قبل ألف عام، فعلوا ذلك بعيداً عن أعين العامة وبقية السحرة، واستمروا في بناء المدرسة سوية. سالازار سليذرين الذي كانت له نوايا مستقبلية بنى حجرة الأسرار بعيداً عن أعين رفاقه، واحتفظ بوحش أسطوري فيها مُبقياً الأمر سراً لعدة سنين حتى غادر المدرسة حانقاً على زملائه ومهدداً إياهم بالرعب الذي سيطلقه وريثه.
بعد نبوءة سليذرين، فتش المؤسسون الباقون المدرسة ركناً ركناً لكنهم لم يعثروا على الحجرة المخبأة بعناية في المدرسة، وعليه فقد أُعلن رسمياً أن المدرسة خالية من حجرة كهذه، وأن الحديث عنها محض أراجيف ناشئة عن تهديدات غاضبة لا أساس لها من الصحة.
وعبر ألف عام من تاريخ هوجوورتس، بُحث مراراً عن الغرفة، إما لدحض الشائعات التي كانت تتصاعد بين الحين والآخر حولها، وإما من قبل أناس شعروا أنهم يستحقون أن يكونوا ورثة سليذرين، لكن أحداً لم يتمكن من العثور على الحجرة.

## مدخل حجرة الأسرار ووصفها
يقع مدخل الحجرة داخل حمام ميرتل الباكية في الطابق الثاني من المدرسة، تحديدا عند أحد حنفيات المياه هناك والتي تحمل شعار لثعبان صغير وبارز. يستجيب المدخل ويُفتح عندما يُطلب منه ذلك بلغة الثعبان. يقود المدخل إلى نفق عمودي عميق يصل إلى أسفل المدرسة حيث الحجرة، ويُعتقد أن الحجرة تقع تحديدا أسفل البحيرة القريبة من المدرسة.
تحتوي الحجرة على عدد كبير من العظام وجلود الثعبان الملقية هناك. تقود هذه الحجرة إلى حجرة آخرى تحتوي على ممر طويل على جانبيه تماثيل لثعابين.
في آخر الحجرة يوجد تمثال ضخم لسالازار سيلذرين، يؤوي بداخله ثعبان الباسيليسك الضخم والمستخدم لقتل مولودي العامة من الطلاب.

## فتح حجرة الأسرار الأول
في 1942 فتح توم ريدل وريث سليذرين الحقيقي والوحيد الذي كان لا يزال تلميذاً في الصف الخامس في مدرسة هوغوورتس حجرة الأسرار، وأطلق الوحش المحبوس داخلها لمطاردة التلاميذ من ذوي الأصول غير السحرية، مُتسبباً في قتل تلميذة الأمر الذي كاد يتسبب في إغلاق المدرسة، فاضطر ريدل إلى إغلاق الحجرة، وقبض على روبياس هاجريد بتهمة فتح الحجرة معتبراً أن العنكبوت آكل لحوم البشر الذي يربيه هاجريد هو وحش الغرفة، ولذا طُرد هاجريد من المدرسة، وحُرم من مُمارسة السحر، كما أُرسل إلى أزكابان لعدة أشهر.
بعد أن هدأت الأمور، لم يتمكن ريدل من فتح حجرة الأسرار ثانية لأن ألباس دمبلدور الذي كان نائب مدير المدرسة وقتها بقي يراقبه مراقبة لصيقة، فهو لم يُصدق يوماً أن حجرة الأسرار قد يفتحها هاجريد.

## فتح حجرة الأسرار للمرة الثانية
فُتحت الحجرة للمرة الثانية في سنة هاري الثانية في المدرسة بواسطة جيني ويزلي شقيقة رون عام 1993.
دلها على طريقة فتح الحجرة وأثر عليها مفكرة توم ريدل التي كانت بحوزتها، فاتبعت أوامره بعد أن سيطر عليها وأطلقت الوحش الكامن بها من جديد.
أصبحت الحجرة منذ عام 1993 بعد أن فُتحت بواسطة جيني ويزلي حجرة خالية ومغلقة إلى أن فتحها رون ويزلي في هاري بوتر والمقدسات المميتة ليأخذ منها أنياب الباسيليسك التي استخدمتها هيرمايني لتدمير هوركروكس كأس هفلبف.

## اقرأ أيضا
- مفكرة توم ريدل
- هاري بوتر وحجرة الأسرار
- باسيليسك توم ريدل